# Archimede Pitagorico
Archimede Pitagorico (Gyro Gearloose; inizialmente noto in Italia come Giro Rotalibera, Giro Girolamo, Archimede Geroglifici e Archimede Pitagorici) è un personaggio immaginario dei fumetti e dei cartoni animati della Disney creato da Carl Barks. A partire dal 1952 (n. 140 della testata Walt Disney's Comics and Stories) è apparso in migliaia di albi a fumetti realizzati in vari paesi del mondo.

## Storia editoriale
Archimede esordisce negli USA sul n. 140 della testata Walt Disney's Comics and Stories del maggio 1952 nella storia dal titolo Gladstone's Terrible Secret (in Italia Paperino e l'amuleto del cugino Gastone, edita sul n. 45 di Topolino) e deve il suo nome italiano a Guido Martina, che volle omaggiare tanto il filosofo e matematico greco Pitagora, quanto il matematico e fisico siciliota Archimede. Inizialmente ebbe altri nomi, come Giro Rotalibera, Giro Girolamo, Archimede Geroglifici e Archimede Pitagorici.
Dopo la comparsa in diverse storie di Paperino e Zio Paperone, la sua fama crebbe a partire dal 1956, quando il personaggio diventò protagonista di brevi storie pubblicate in appendice sulle testate antologiche della Western: questo perché, per ridurre le spese postali, gli editori furono costretti a pubblicare all'interno di uno stesso albo storie riguardanti due o tre personaggi differenti; Barks allora inaugurò una serie di storie brevi (4-8 pagine) con Archimede protagonista, in cui spesso l'inventore interagiva solo ed esclusivamente con le sue macchine, e le uniche nuvolette presenti erano quelli con i suoi pensieri, mentre sullo sfondo il suo aiutante Edi viveva piccole gag e mini-avventure.

## Caratterizzazione
Il personaggio è rappresentato come un grosso pollo antropomorfo, alto, smilzo (per quanto nella seconda, terza e quarta storia fosse stato raffigurato decisamente sovrappeso) e con capigliatura bionda o castana a seconda delle edizioni, inventore pressoché a tutto campo (cioè di tutto e di più). Barks gli dona delle fattezze molto simili a quelle che aveva pensato molti anni prima per Ciccio, aiutante di Nonna Papera, ai tempi in cui lavorava per l'animazione Disney (1937). Inizialmente il personaggio viene utilizzato come lo strambo di turno in una gag di poche vignette nella storia d'esordio, Paperino e l'amuleto del cugino Gastone, in cui è un semplice conoscente di Gastone Paperone; Barks però deciderà di riutilizzarlo come comprimario, iniziando ad approfondirne la personalità. Innumerevoli sono le sue invenzioni, a volte assurde, a volte inutili, a volte avveniristiche, ma spesso con risvolti finali catastrofici; esse sono comunque molto ricercate dagli abitanti di Paperopoli e soprattutto da Paperon de' Paperoni, che cerca sempre di sfruttare il "geniaccio", rifiutandosi poi di pagarlo. Razzi spaziali, nasi elettronici per cercare tesori, dischi volanti personali, innovativi materiali da costruzione: questi e molti altri ancora sono i geniali prodotti che Archimede realizza e vende nel suo laboratorio, anche se per anni lo si è visto andare in giro per le strade della città a proporre invenzioni di tutti i tipi su un carretto da venditore ambulante.
Se inizialmente Archimede resta per Barks un inventore un po' picchiatello dai risultati mediocri, nelle storie in cui lo usa da protagonista lo arricchisce di una certa ragionevolezza, pur mantenendone, per via della grande purezza d'animo, una certa ingenuità di fondo. Infatti è vero che Archimede spesso si ritrova incompreso di fronte all'ottusità della gente, ma altrettanto spesso risulta poco furbo, e dunque inerme di fronte alle scaltrezze degli altri individui: per questo il minuscolo aiutante Edi, inizialmente solo una comparsa, acquisirà il ruolo dell'incarnazione della saggia coscienza del personaggio, riuscendo a salvare la situazione tante volte. La prima invenzione di Archimede di cui si abbia menzione è alquanto particolare: i "pop-corn al burro senza burro" della storia d'esordio. Il passato di Archimede viene approfondito in occasione dei 50 anni del personaggio (2002) con la storia di Don Rosa La prima invenzione di Archimede, che oltre a raccontare la nascita di Edi, ci rivela che Archimede ha ereditato il laboratorio dal padre Fulton; il personaggio afferma inoltre che Edi (chiamato semplicemente Helper, cioè aiutante, nella versione originale), un piccolo robot che emette semplicemente dei rumori elettrici ("bzzz... bzzz" che solo il "papà" è in grado di interpretare) è la sua prima vera invenzione, cioè la prima utile e valida. Peraltro, nella storia non è esattamente Archimede a inventarlo, in quanto Edi nasce nel momento in cui una vecchia lampada da comodino di Paperino finisce dentro le "scatole pensanti" che Archimede usava in una delle sue prime apparizioni, nella storia Paperino e la macchina soffiapensieri (1952), un marchingegno capace di fornire l'elaborazione del pensiero agli animali, rendendoli in grado di parlare e agire come esseri umani.
Archimede conduce una vita tranquilla e spartana nella sua casa/laboratorio, dove regna un disordine generale; non è interessato al denaro, ma è solo e unicamente alla ricerca e alle scoperte scientifiche, che rappresentano la sua più grande passione, oltre ad essere animato da un forte sentimento morale, arrivando talvolta a rifiutarsi di accondiscendere a qualche richiesta spregiudicata di vari magnati senza scrupoli o dello stesso Paperon de' Paperoni, il quale, benché sia debitore ad Archimede degli innumerevoli e fantascientifici antifurti che presidiano il suo deposito, riesce sempre a evitare di pagarlo. I cittadini di Paperopoli generalmente lo sfruttano come un semplice aggiusta-tutto, dato che spesso ripara e migliora gli elettrodomestici che gli vengono consegnati. Vive da solo e non ha una fidanzata, tranne in qualche storia in cui lo si vede alle prese con problemi amorosi.
Nel tempo la caratterizzazione del personaggio è stata modificata dai vari autori a seconda delle esigenze narrative: alcuni rappresentano Archimede come un inventore un po' pasticcione, in linea con la versione di Barks e Don Rosa, mentre altri come uno scienziato geniale, sentendo il bisogno di un "cervellone" infallibile che aiuti i paperi nelle imprese più disparate. Non sempre ogni autore mantiene la stessa caratterizzazione, passando dall'una all'altra, alternando il genio al pasticcione in storie diverse. Altri artisti contemporanei di Barks si cimentarono col personaggio modificandone l'aspetto fisico (becco più lungo e capelli ispidi), in particolare Phil de Lara nel 1954, Al Hubbard, Giovan Battista Carpi (1955), Pier Lorenzo De Vita (1957). Peculiarità delle storie italiane è quella che vuole Archimede occupato a mettere a punto armi sempre nuove per Paperinik, per il quale ha creato la maggior parte dei dispositivi e costruito il rifugio segreto sotto la casa di Paperino. Egli è a conoscenza del segreto di Paperino, ma in alcune storie fa in modo di dimenticarlo inghiottendo di sua spontanea volontà le caramelle Car-Can, ovvero "caramelle Cancellin" (che esordiscono in Paperinik alla riscossa di Martina-Scarpa), che servono a cancellare la memoria recente di chi le ingerisce.
Nella storia Superpippo e la sfida al Sultano, apparsa su Albo d'Oro n. 7 del luglio 1969, Archimede è raffigurato molto ricco, fumatore di pregiati sigari e addirittura in possesso di un aeroporto personale.

## Parenti
- Copernico Pitagorico è stato creato nel 2011 da Marco Gervasio per la storia Paperinik e il segreto di Fantomius, uno dei quattro capitoli introduttivi alla saga Le Strabilianti Imprese di Fantomius ladro gentiluomo. È il bisnonno paterno di Archimede nonché aiutante segreto di Fantomius. Ha un fratello gemello di nome Cartesio i cui rapporti sono segnati da una profonda rivalità.
- Cartesio Pitagorico è stato creato nel 2014 da Marco Gervasio come antagonista principale della serie Le Strabilianti Imprese di Fantomius ladro gentiluomo. Fa la sua prima apparizione nell'episodio Il tesoro del Doge, ma è solo nel capitolo Il tesoro di Francis Drake che se ne apprende l'identità. È antenato di Archimede e fratello gemello di Copernico.
- Cacciavite Pitagorico (Ratchet Gearloose) venne creato da Carl Barks nel 1959, nella storia Zio Paperone e la gara sul fiume. È il nonno di Archimede ed è, quindi, il padre di Fulton, nonché amico del giovane Paperon de Paperoni, con cui ha lavorato come fuochista sul Mississippi a bordo del Ciccio Dollaro, il battello di Angus Manibuche de' Paperoni. Le sue invenzioni più note sono le pillole per purificare l'acqua e un'automobile ante litteram, alimentata da energia geotermica.
- Fulton Pitagorico (Fulton Gearloose) è il padre di Archimede e il figlio di Cacciavite. Viene nominato per la prima volta nel 1992 in Zio Paperone e i guardiani della biblioteca perduta, dove si scopre che è stato un membro delle Giovani Marmotte e che ha inventato le medaglie di merito dell'associazione. La sua prima vera apparizione, avvenuta quando è ancora giovane, risale a L'invasore di Forte Paperopoli. In La prima invenzione di Archimede, Don Rosa rivela che il personaggio ha lavorato in un laboratorio come riparatore "universale" (abilità dettata dalla genialità di famiglia), finché nel 1952 non ha lasciato l'attività a suo figlio Archimede.
- Galileo Pitagorico è stato ideato da Marco Gervasio come cugino di Archimede e Newton (nel suo caso cugino di secondo grado), quindi nipote di Fulton e Cacciavite e pronipote di Copernico. Fa la sua prima comparsa nella storia Paperinik e il segreto di Fantomius in cui compare per la prima volta anche il suo bisnonno Copernico.
- Newton Pitagorico (Newton Gearloose) è il nipote di Archimede, e fa la sua prima apparizione in Archimede e il nipote Newton[12] (1965), di Vic Lockman e Phil de Lara. La storia, destinata al mercato extra-statunitense, viene pubblicata quello stesso anno sul Topolino n. 507 del 15 agosto 1965 in contemporanea con il Brasile (su Mickey 154) e quindi in Australia (su G Series Comics 359), mentre la sua prima apparizione statunitense risale al maggio 1966 con Archimede ballerino telefonico (in Italia sul Topolino n. 631). Concepito come un piccolo Archimede, si fa subito notare non solo per l'aspetto in tutto simile a quello dello zio, ma anche per la passione verso la scienza e le invenzioni, che produce a un ritmo secondo solo a quello di Archimede. In alcune storie interagisce con le nipoti di Paperina (Ely, Emy, Evy), per poi diventare amico di Qui, Quo, Qua allorquando entra a far parte del corpo delle Giovani Marmotte, il corpo eco-militare di Paperopoli: in tale veste spesso si presenta come fondamentale risolutore di situazioni spinose. È anche la veste in cui è più utilizzato nelle storie di produzione italiana. Grazie a queste storie, l'Italia è il Paese che più di tutti ha utilizzato il personaggio, seguita da Danimarca e Brasile, mentre negli Stati Uniti ha collezionato una decina di apparizioni tra gli anni sessanta e settanta sul mensile Junior Woodchucks.
- Talete Pitagorico: pronipote di Archimede del 2525 apparso in Paperinik e il collezionista temporale, storia del primo gennaio 2009. È identico a lui, ma più basso e paffuto.

## Alter ego
Il personaggio ha avuto vari alter ego:
- è membro della Paperon Intelligence Agency (organizzazione contro-spionistica di Paperone) dove svolge la funzione di Marchingegnere già nella storia Paperino Missione Bob Fingher (1966); è stato anche agente sul campo col nome in codice di MA-RE 5 (Marchingegnere Reclutato);
- Scherzomane è l'identità segreta creata da Carlo Chendi per la storia Archimede e il signor scherzo (1963) disegnata da Guido Scala, nella quale il personaggio, con l'intento benevolo di eliminare la parte burlona delle persone attraverso una sua invenzione, si trasforma in un folle maniaco degli scherzi;
- nella storia di Pezzin e Cavazzano, "Archimede e... l'illogica vittoria"[13] Archimede si trova oberato dal lavoro e povero perché a causa del suo buon carattere non si fa pagare a sufficienza, così decide di costruirsi un sosia dotato di un carattere più spregiudicato. Paperone decide di trasformare questa idea in un progetto commerciale ma gli automi si ribellano;
- Paparottok, supereroe sostituto di Paperinik nella storia Paperino contro Paperinik (1979) di Giulio Chierchini;
- nella storia "Paperinik e l'attacco di Archi-X"[14] un'invenzione rende malvagio il personaggio che di notte diventa un supercriminale chiamato Archi-X;
- su Topolino n. 1978, nella storia Archimede e l'alter ego riscossore, Archimede si fa sostituire dal cugino Ghenius per vendere le sue invenzioni. Ghenius non è altro che Archimede sotto l'effetto di una formula chimica;
- in Paperinik e l'amichevole minaccia (Topolino n. 2897 del 2011) di Bruno Enna e Corrado Mastantuono, Archimede, provato dall'eccesso di lavoro impostogli da Paperone, finisce accidentalmente vittima di un esperimento, a causa del quale il lato più malvagio della sua personalità prende il sopravvento ogni volta che cala il sole, con il nome di Mad Ducktor. Dall'aspetto radicalmente diverso, a differenza di Archimede, Mad Ducktor è un criminale freddo, calcolatore, vendicativo e sadico, e riuscirà poi ad avere vita propria separandosi fisicamente dal suo alter-ego, per poi rintanarsi nel laboratorio dell'università cittadina aspettando di riottenere un corpo tangibile per avere vendetta su Paperone, Archimede e Paperinik.

## Altri media

Archimede Pitagorico nella prima stagione del reboot di DuckTales.

Fa il suo esordio nei cartoni animati all'interno della Camminata Disney, sigla animata realizzata da Romano Scarpa nel 1982 per il programma Topolino show. Nel 1987 fa un cameo in Pippo e lo sport in Calciomania. Dal 1987 al 1990 compare nella serie DuckTales come personaggio ricorrente. In questa versione il suo aspetto e la sua personalità sono fondamentalmente invariati rispetto al concetto originale di Barks.
Il personaggio ritorna in DuckTales, reboot della omonima serie, doppiato in originale da Jim Rash e da Gianfranco Miranda in italiano. In questa versione la personalità di Archimede è meno positiva, con tratti arroganti e inclini alla rabbia soprattutto quando vengono criticati i suoi progetti.